# Fulton Oursler
Charles Fulton Oursler (Baltimore, 22 de enero de 1893-Nueva York, 24 de mayo de 1952) fue un periodista, dramaturgo, editor y novelista estadounidense.
Fulton Ousler es recordado por sus novelas cristianas: La historia más grande jamás contada, que narra la historia de Jesús utilizando como fuente los evangelios canónicos y que fue adaptada al cine por George Stevens en 1964 y en colaboración con su hijo Will Oursler; Padre Flanagan de la ciudad de los muchachos, que narra la historia del sacerdote Edward J. Flanagan, fundador de la institución de acogida de niños con problemas; "La ciudad de los muchachos", esta novela fue adaptada en dos películas Forja de hombres, y La ciudad de los muchachos en las que el personaje principal estaba interpretado por Spencer Tracy, que ganó un Óscar por la primera película.
Además de otras novelas de tema religioso, Oursler también escribió novelas policiacas bajo seudónimo de Anthony Abbot.